# التاريخ الاقتصادي لجنوب إفريقيا
قبل وصول المستوطنين الأوروبيين في القرن الخامس عشر، كانت زراعة الكفاف والصيد مهيمنة على اقتصاد ما أصبحت تُعرف بجنوب أفريقيا.
في شمال البلاد ووسطها وشرقها، احتلت قبائل البانتو الأراضي على أساس طائفي تحت حكم رؤساء القبائل. كان الاقتصاد قائمًا على الزراعة الرعوية في أغلبه، وقيست الثروة بعدد الماشية التي يمتلكها الرجال. خلق النمو السكاني ضغطًا على الأراضي، إذ شهد انتقال القبائل باطراد من مناشئهم في شرق أفريقيا الوسطى.
في الأجزاء الجنوبية والغربية من البلاد، عاش شعب السان (بوشمن) حياة بدوية قائمة على الصيد، وقاد شعب الخويخوئيين التواجد الرعوي.

## التسوية الأوروبية
في عام 1652، أقيمت مستوطنة أوروبية دائمة في كيب تاون في أقصى جنوب غرب البلاد. لم يكن مخططًا في الأصل أن تكون مستعمرة بل محطة استضافة. كان سوء التغذية، ولا سيما الاسقربوط؛ عوز فيتامين سي، الناجم عن الافتقار إلى الفواكه والخضروات الطازجة، مشكلة بالنسبة لسفن شركة الهند الشرقية الهولندية التي كانت تمارس التجارة بين هولندا وجزر الهند الشرقية الهولندية؛ إندونيسيا الحديثة.
لمعالجة هذه المشاكل، أنشأت الشركة حديقة عند سفح جبل تيبل وقايضت بالمواشي من الخويخوئيين لتزويد السفن العابرة.
غير أن وصول المستوطنين الأوروبيين الدائمين أدى إلى تغيير عميق. تعمد الأوروبيون إهلاك شعب سان عن طريق المرض، ما دفعهم إلى منطقة صحراء كالاهاري وتدمير شعب الخويخوئيين في واقع الأمر باعتباره كفاحًا ضد الاستعمار الأوروبي. استُعبد الخويخوئيين ودُمرت هويتهم لتعزيز الاستعمار الأوروبي.
أدى الجوع في الأراضي إلى حروب بين قبائل البانتو، إذ هاجر المستوطنون شرقًا من المستوطنة الأصلية في كيب تاون.
فيما بين الحربين، تطورت التجارة بين المستوطنين والسكان الأصليين. شهدت مبيعات المنتجات والمخزونات تطور الفلاحين السود مُلاك الأراضي.

## مهارات المهاجرين
في الوقت نفسه استورد الأوربيون العبيد من شبه جزيرة ملايو كحرفيين. ساهمت مهاراتهم في أن تكون الملابس صناعة رئيسية في الكاب اليوم. كانت هناك موجات أخرى من الهجرة من أوروبا. التفت الهوغونوتيون المضطهدون من فرنسا إلى إنتاج النبيذ، وعمل الألمان والبريطانيون على تنمية القاعدة الصناعية الناشئة وتطوير أساليب الزراعة الحديثة. خلافًا للاعتقاد السائد، لم يعمل العبيد بكثافة في مزارع الكاب، إذ كان  يعمل الخوي فيها تعاقديًا، لكن غالبًا ما ينجز المستوطنون الهولنديين العمل. استُورد العبيد أيضًا إلى منطقة جنوب أفريقيا للعمل في مزارع النبيذ الكبيرة التي أسسها المستوطنون الأوروبيون. إجمالًا، أدت هذه الجهود الطموحة إلى زيادة مستويات المعيشة للسكان البيض بشكل كبير.
وُجد أن إقليم ناتال؛ وهي مستعمرة بريطانية، ملائمة لإنتاج السكر، لكن لا يمكن استقطاب قبائل الزولو المحلية للعمل في قطع قصب السكر نظرًا لافتقارهم المهارة والكفاءة للعمل. جُلبت عمالة السخرة (دون أجر) من الهند. يلعب سلالة هؤلاء العمال دورًا نشطًا في التجارة والصناعة اليوم.
بالإضافة إلى العبودية، كان هناك شكل آخر من أشكال العمالة القسرية: استخدمت الزولو وغيرها من الممالك الشباب للعمل القسري كمحاربين ورعاة. تباعد المهاجرون الأوروبيون: اندمج أهل أوروبا القارية في الحديث باللغة الأفريقانية، التي اشتُقت من اللغة الهولندية، واستمر الإنجليز في التحدث باللغة الإنجليزية التي أصبحت لغة التجارة. شوهدت هذه الديكوتومية (الانقسام إلى جزئين) أيضًا في الاقتصاد، إذ كان المزارعون يتحدثون اللغة الأفريقانية بصفة رئيسية، بينما كان سكان جنوب أفريقيا الناطقين باللغة الإنجليزية ينجذبون إلى التجارة والصناعة.

## جمهوريات البوير
شكل الأفريقان جمهوريتين داخليتين مستقلتين؛ جمهورية أفريقيا الجنوبية، ودولة البرتقال الحرة. احتل البريطانيون مستوطنة الكاب وناتال على الساحل.
أدى اكتشاف الماس في مقاطعة الكاب عام 1866، واكتشاف الذهب بعد عشرين عامًا في ويتووترسراند في جمهورية أفريقيا الجنوبية إلى تحويل الاقتصاد، وجذَب اهتمامًا أجنبيًا كبيرًا. شهدت حمى الماس والذهب اللاحقة هجرات أخرى لمجموعة من الجنسيات بما في ذلك عمال المناجم الكورنيون، ويهود من أوروبا الشرقية وغيرهم.
غزا البريطانيون الولاية الحرة وجمهورية أفريقيا الجنوبية، وجلبتهم تحت السيطرة البريطانية ليوحدوا المقاطعات الأربع في اتحاد جنوب أفريقيا في عام 1910.
لكن لعل التأثير الأعظم كان تدفق رأس المال الدولي لتمويل عمليات التعدين، بما في ذلك وصول سيسل رودس الذي أسس شركة دي بيرز وشركة أنجلو أمريكان. خلال عصر الاستعمار الأفريقي، اجتذبت جنوب أفريقيا أغلبية الاستثمارات الخارجية في القارة الأفريقية بأكملها (55.8%)؛ بسبب ضخامة حجم مناجم الذهب والماس.

## العمالة المهاجرة
لم يكن لدى السكان الأصليين أي علم باقتصاد التعدين مما أدى إلى نقص في العمالة في المناجم. في محاولة لإرغام العمال على العمل في المناجم، نجح رودس، الذي التفت من تأسيس شركة دي بيرز إلى السياسة، في إقرار قانون غلين جراي عام 1894. ألزم القانون دفع الضرائب بهدف محدد يتمثل في إجبار الفلاحين، الذين ليسوا جزءًا من الاقتصاد النقدي، على إيجاد عمل مدفوع لدفع الضرائب. كان هذا القانون تحركًا متعمدًا من جانب رودس لإجبار العمال على الذهاب والعمل في المناجم.
كان ذلك بداية نظام العمالة المهاجرة، الذي سافر فيه الرجال السود إلى المناجم للعمل تاركين أسرهم في المناطق القبلية.
أصبح عرض العمالة أكثر من كاف، وشكلت شركات التعدين كارتل (عقد) شراء عن طريق جمعيتها؛ غرفة المناجم. مكنهم هذا من خلق حالة احتكار الشراء (ظروف في السوق حيث لا يوجد سوى مشتر واحد فقط) ما أدى إلى قمع الأجور. اجتذبت المناجم أيضًا العمالة من البلدان المجاورة مثل رودسيا (زامبيا وزيمبابوي حاليًا)، ونياسالاند (مالاوي الآن)، وموزمبيق (التي كانت مستعمرة برتغالية في ذلك الوقت) التي أبقت على انخفاض أجور العمال السود.

## تمرد راند
تتسم مناجم الذهب في جنوب أفريقيا بعمقها وتكاليف تشغيلها العالية، وتسعى شركات المناجم إلى خفض التكاليف. مع ذلك، في محاولة لتدريب السود على الوظائف الماهرة، وقعوا في نزاع مع عمال المناجم البيض. قاوم عمال المناجم البيض العنصريون عمال المناجم السود في عام 1922 في المنطقة المحيطة بمركز تعدين الذهب؛ ويتووترسراند.
سُحق تمرد راند بما كان يستخدم الكهرباء الجوية في البداية، وأوفد بعض عمال المناجم البيض إلى حبل المشنقة. قيل إن المحكوم عليهم بالشنق ذهبوا إلى منصة المشنقة مقتبسين البيان الحزب الشيوعي لكارل ماركس وفريدرك إنغلز، قائلين «عمال العالم يتحدون».

## الفقراء البيض
من بين السكان البيض، كان هناك العديد من عمال المزارعة الأفريقان (المزارعين المستأجرين الذين تقاسموا محاصيلهم مع مالك الأرض بدلًا من الإيجار). غير أن اندلاع الكساد العظيم، إلى جانب الجفاف، أدى إلى بيع العديد من هذه المزارع قسرًا ودمجها، ما أدى إلى إخلاء مساكن عمال المزارعة. لاحقًا، غمر هؤلاء البيض العاطلون عن العمل المدن، متنافسين مع السود للحصول على وظائف في المناجم.
أولي اهتمام خاص لهذا التدفق الجديد من الفقر الأبيض (على نقيض أي تغييرات على أوضاع غير البيض)، وأجرت مؤسسة كارنغي أيضًا، التي أسسها رجل الخير الأمريكي المولود في اسكتلندا؛ أندرو كارنيغي، دراسة عن الفقر الأبيض نُشرت في عام 1932 باعتبارها لجنة معنية بمشكلة البيض الفقراء في جنوب أفريقيا. أدى ذلك إلى تخفيف حدة الفقر الأبيض، ولكن اعتبره البعض أيضًا أساسًا لنظام التمييز العنصري الرسمي ضد السود الذي أصبح يعرف بالأبارتايد؛ العزل العنصري.
لم يكن للسود أي صوت، واستخدم البيض قوتهم السياسية لإرغام شركات التعدين على حماية الوظائف الماهرة للبيض.